# Зорге, Рихард
Ри́хард Зо́рге (нем. Richard Sorge, точнее — Ика Рихардович Зорге, в некоторых русскоязычных источниках упомянут как Ри́хард Густа́вович Зо́рге, также с отчеством Ри́хардович, агентурный псевдоним «Рамза́й», «Инсон», «Зонтер», 4 октября 1895, Сабунчи, Бакинский уезд, Бакинская губерния, Российская империя — 7 ноября 1944, Токио, Японская империя) — немецкий журналист, дипломат, советский разведчик нелегальной резидентуры времён Второй мировой войны, резидент советской разведки в Японии (1933—1941). Герой Советского Союза (1964, посмертно).
Считается одним из выдающихся разведчиков XX века.

## Биография
Рихард Зорге родился 22 сентября (4 октября) 1895 г. в посёлке Сабунчи Бакинской губернии Российской империи, в семье немецкого инженера Густава Зорге (1852—1907), занимавшегося нефтедобычей на фирме Нобеля на Бакинских промыслах. Мать Рихарда, вторая супруга Зорге, Нина Степановна Кобелева — русская, из семьи железнодорожного рабочего. Семья была многодетной. Двоюродный дед Рихарда — Фридрих Адольф Зорге (1826—1906) — был одним из руководителей «Первого интернационала», секретарём Карла Маркса.
В краткой автобиографии в 1927 году разведчик Рихард Зорге писал: «Семья моего отца является семьёй потомственных интеллигентов и в то же время семьёй со старыми революционными традициями. И мой родной дед, и оба моих двоюродных деда, в особенности Фридрих Адольф Зорге, были активными революционерами накануне, во время и после революции 1848 года». Позднее своим московским друзьям Зорге как-то шутливо заметил: «Вообще-то я могу считать себя азербайджанцем. Только вот беда — ни слова по-азербайджански не знаю».
В 1898 году семья трёхлетнего Зорге уехала из России в Германию. Сам он впоследствии вспоминал: «Вплоть до начала войны моё детство проходило в сравнительно спокойном окружении обеспеченной буржуазной германской семьи. В нашем доме не слыхали о финансовых трудностях».
В октябре 1914 года, не окончив реального училища, Рихард Зорге добровольцем вступил в немецкую армию, участвовал в боях Первой мировой войны. Первоначально был направлен на западный фронт в составе полевой артиллерии. Летом 1915 года в боях на германо-бельгийском фронте ранен под Ипром в первый раз. Во время лечения в берлинском лазарете сдал экзамен на аттестат зрелости. Получив звание ефрейтора, был направлен на Восток — в составе части для поддержки в Галиции австро-венгерских войск в боях против русской армии, однако не прошло и трёх недель, как получил осколочное ранение. Был произведён в унтер-офицеры 43-го резервного полка полевой артиллерии и награждён Железным крестом II степени. В 1916 году после госпиталя вернулся в 43-й полк полевой артиллерии, который участвовал в боевых операциях под стенами крепости Верден.
В апреле 1917 года был очень тяжело ранен разрывом снаряда (один осколок попал по пальцам руки, ещё два осколка — по ногам); трое суток провисел на колючей проволоке. В лазарете Кёнигсберга был прооперирован, в результате чего одна нога стала короче другой на несколько сантиметров. В январе 1918 года комиссован (уволен с военной службы по инвалидности).
Впечатление от войны привело к глубокому духовному перелому, в результате которого в госпитале он сблизился с левыми социалистами и принял учение Маркса: «Мировая война… оказала глубочайшее влияние на всю мою жизнь, — писал он. — Думаю, что какое бы влияние я ни испытал со стороны других различных факторов, только из-за этой войны я стал коммунистом».
В 1917 году получил аттестат о среднем образовании, затем, в 1918 году, — диплом императорского университета имени Фридриха Вильгельма в Берлине. После демобилизации поступил на факультет общественных наук Кильского университета. Когда в Гамбурге открылся университет, Зорге записался туда как соискатель учёной степени на факультет государства и права, с отличием выдержал экзамен и получил учёную степень доктора государства и права (в августе 1919 года получил степень по экономике в университете Гамбурга).
В ноябре 1918 года в Киле, куда он переехал из Берлина, Зорге участвовал в матросском бунте. Был членом Кильского совета рабочих и матросов, который вооружил население, попытался помочь революции в Берлине, едва не погиб. Был выслан властями обратно в Киль, оттуда перебрался в Гамбург, где наряду с пропагандистской работой стал практиковать в качестве журналиста. Здесь, в одном из пионерских отрядов, произошла его встреча с будущим лидером КПГ Эрнстом Тельманом. В 1917—1919 годах — член Независимой социал-демократической партии, с 1919 года — член Коммунистической партии Германии. Был пропагандистом в Вуппертале и Франкфурте-на-Майне, работал шахтёром.
С ноября 1920 по 1921 год редактировал партийную газету в Золингене. Был научным сотрудником Франкфуртского института социальных исследований, более известного как «Франкфуртская школа».
Вскоре после запрета деятельности германской компартии в 1924 году Зорге с одобрения руководства по приглашению исполкома Коминтерна приехал в Москву. В 1925 году вступил в ВКП(б), получил советское гражданство и был принят на работу в аппарат Коминтерна работал референтом информационного отдела, политическим и учёным секретарём организационного отдела Института марксизма-ленинизма при ЦК ВКП(б).
Статьи Зорге о проблемах революционного движения в США и Германии публиковались в журналах «Мировое хозяйство и мировая политика», «Большевик», «Коммунистический Интернационал», «Красный Интернационал профсоюзов».
В 1929 году состоялась командировка в Англию и Ирландию. В Англии Зорге был задержан полицией. При этом никакие его особо важные связи раскрыты не были. Американский исследователь Роберт Ваймант писал о том, что предположительной целью приезда Зорге в Англию была встреча с одним из старших офицеров британской разведывательной организации MI6 и получение от него ценной военной информации. Кристина Герлах, первая жена Зорге, много лет спустя вспоминала, что Рихард встречался тогда с каким-то очень важным агентом. В 1966 году, в ходе расследования советского проникновения в британские разведывательные органы, её даже просили опознать этого человека. Она пробовала сделать это, но после стольких лет смогла отвечать только приблизительно и предположительно.
В Москве Зорге познакомился с Екатериной Александровной Максимовой, которая впоследствии стала его женой.
С ноября 1929 года по предложению Константина Басова перешёл на работу в Разведупр РККА. Работал под руководством Яна Берзина и Семёна Урицкого.
С 1930 года — в Шанхае. Здесь он познакомился с американской журналисткой и шпионкой Агнес Смедли и японским журналистом, коммунистом Хоцуми Одзаки, который впоследствии стал важным информатором Зорге. Также одним из информаторов Зорге был китайский коммунист Цзян. В начале мая 1930 года Зорге шесть месяцев провёл в Кантоне и южнокитайских провинциях. Разведгруппе Зорге удалось получить шифровальные коды немецких военных советников при армии Чан Кай Ши, их полный поименный список с указанием занимаемых должностей, раскрыть германо-китайский сговор с целью разработки и применения химических средств массового поражения. Работая в Китае, Зорге пришёл к выводу об усилении роли Соединённых Штатов в международных делах: «Мне стало ясно, что в будущем США займут место Великобритании, как господствующая держава на Тихом океане».
В 1933 году было принято решение о направлении Зорге в Японию, куда он прибыл 6 сентября 1933 года в качестве корреспондента влиятельных немецких газет «Берлинер бёрзен курьер», «Франкфуртер цайтунг», «Теглихе рундшау», «Дойче фольксвирт», «Геополитик» и голландской газеты «Алхемеен хандельсблат».
С 6 сентября 1933 по 18 октября 1941 года Зорге работал в нелегальной резидентуре советской военной разведки в Японии.
Перед этим он посетил Францию, где встретился с курьером советской разведки, а затем — США, где на основании рекомендательного письма профессора из Мюнхена Карла Хаусхофера японскому послу в США Кацуи Дебуси сумел получить от японского посольства рекомендательное письмо в министерство иностранных дел Японии.

### В Японии
С сентября 1933 по октябрь 1941 года Зорге — резидент нелегальной советской разведки в Японии.
Волна репрессий 1937 года в СССР не обошла и органы разведки, равно как и агентов за рубежом. Во второй половине 1937 года принимается решение об отзыве Рамзая и ликвидации всей его резидентуры из 32 агентов. Это решение через несколько месяцев всё же было отменено. Отмены добился и. о. начальника разведуправления Семён Гендин, переведённый на эту должность из НКВД. Он смог сохранить резидентуру Зорге, несмотря на сильные подозрения, что сведения, передаваемые им, — дезинформация. В 1938 году Гендина арестовывают по обвинению в шпионаже и в участии в военно-фашистском заговоре в РККА и вскоре расстреливают. Резидентура сохраняется, но уже с сомнительным грифом «политически неполноценной» — «вероятно вскрытой противником и работающей под его контролем». В апреле 1938 года Зорге сообщил о своей готовности вернуться, но это осталось без внимания центра.
В один из майских вечеров 1938 года Зорге встретился с Одзаки и получил от него очень важную информацию, которую нужно было срочно передать в Москву. Зорге сел на мотоцикл и на большой скорости отправился к радисту Максу Клаузену, в доме которого находился радиопередатчик. Однако до Клаузена он не доехал, так как попал в аварию, врезался в стену и едва не разбился. Зорге получил тяжёлые травмы: сотрясение мозга, трещину в челюсти, сильный вывих плеча и выбитые передние зубы. Его доставили в ближайшую больницу для иностранцев и оказали необходимую помощь. В больнице он пробыл три недели. Этот случай едва не раскрыл всю резидентуру. От провала Зорге спасло крепкое здоровье, так как после аварии он долго находился в сознании, сумел вызвать Макса Клаузена и передал ему секретные документы и доллары, которые были при нём. Клаузен успел прибыть в дом Зорге раньше полицейских и изъял оттуда все компрометирующие документы.
Работа токийской группы продолжилась. В письмах и шифротелеграммах Зорге неоднократно просил указать ему твёрдый срок времени его пребывания в Японии, а именно: сможет ли он уехать сразу же, как кончится война, или он должен рассчитывать ещё на несколько месяцев (Письмо Зорге в Центр от 22 июля 1940 года). После нескольких таких сообщений генерал И. И. Проскуров приказал продумать, как компенсировать отзыв Зорге. Составить телеграмму и письмо с извинениями за задержку с заменой и изложением причин, по которым ему необходимо ещё поработать в Токио. Зорге и другим членам его организации выдать единовременную денежную премию. Подобрать замену Зорге не смогли, в связи с чем он продолжал дальнейшую работу. В мае 1938 года центр сообщил, что Зорге и его группа остаётся работать в Японии, и замена ему пока не планируется. Начался поиск новых связных. Одним из таких связных, закладывающих и изымающих капсулы с секретными материалами, являлся на тот момент И. М. Фонарь (Фонарёв).
Когда в 1938 году военный атташе Ойген Отт стал германским послом в Японии, Зорге получил место пресс-секретаря посольства. Правда, поначалу Зорге не входил в штат посольства и был неформальным советником Отта, хотя и имел собственный кабинет, где мог работать с секретными документами. Отт рассказывал Зорге практически обо всём, что происходило в Третьем Рейхе, сообщал ему о результатах встреч с японским руководством, знакомил со всей перепиской. В итоге сразу же после начала Второй мировой войны Зорге согласился занять в германском посольстве официальный пост.
По поручению директора Германского информационного бюро фон Ритгена Зорге готовил информационные материалы для разведки Германии о политике Японии. После нападения Германии на СССР Зорге сообщил разведке Германии, что Япония ни при каких обстоятельствах не нарушит пакта о ненападении с СССР.
В 1941 году Зорге получал различную информацию о скором нападении Германии на СССР от германского посла Отта, а также морских и военных атташе. Впоследствии стало известно, что 15 февраля 1941 года фельдмаршал Кейтель подписал директиву о дезинформации советского военного командования через германских атташе в нейтральных странах. Таким образом, информация, полученная Зорге, постоянно менялась. В мартовском донесении Зорге утверждает, что нападение произойдет после войны с Англией. В мае Зорге указывает на нападение в конце месяца, однако с оговорками — «в этом году опасность может и миновать» и «либо после войны с Англией». В конце мая, после того, как ранняя информация не подтвердилась, Зорге сообщает, что нападение произойдёт в первой половине июня. Два дня спустя он уточняет дату — 15 июня. После того, как срок «15 июня» прошёл, Зорге сообщил, что война задерживается до конца июня. 20 июня Зорге не сообщает дат и лишь уверен в том, что война неизбежна.
- 10 марта 1941 года: «Новый германский ВАТ (военный атташе. — И. П.) считает, что по окончании теперешней войны должна начаться ожесточённая борьба Германии против Советского Союза».
- 2 мая: «Я беседовал с германским послом Отт и морским атташе о взаимоотношениях между Германией и СССР… Решение о начале войны против СССР будет принято только Гитлером либо уже в мае, либо после войны с Англией».
- 19 мая: «Новые германские представители, прибывшие сюда из Берлина, заявляют, что война между Германией и СССР может начаться в конце мая, так как они получили приказ вернуться в Берлин к этому времени. Но они также заявили, что в этом году опасность может и миновать».
- 30 мая: «Берлин информировал Отт, что немецкое выступление против СССР начнётся во второй половине июня. Отт на 95 % уверен, что война начнётся».
- 1 июня: «Ожидание начала германо-советской войны около 15 июня базируется исключительно на информации, которую подполковник Шолл привёз с собой из Берлина, откуда он выехал 6 мая в Бангкок. В Бангкоке он займёт пост военного атташе».
- 15 июня: «Германский курьер сказал военному атташе, что он убеждён, что война против СССР задерживается, вероятно, до конца июня. Военный атташе не знает — будет война или нет».
- 20 июня: «Германский посол в Токио Отт сказал мне, что война между Германией и СССР неизбежна»[32].
- 21 июня: «Война задерживается до конца июня»

Последний шанс оценить ценность «Рамзая» советскому руководству выпал через пару месяцев. 14 сентября 1941 года Зорге сообщал в Ставку о принятом (на сверхсекретном совещании у японского императора 6 сентября 1941) решении Японии не вступать в войну с СССР до конца 1941 года и в начале 1942 года, такая ситуация спасала РККА от возможной войны на два фронта. К этому донесению Зорге прислушались: ставка смогла снять с восточных границ страны 26 свежих сибирских дивизий и перебросить их на Западный фронт, под Москву, предотвратив захват гитлеровцами столицы в декабре 1941 года. 26 стрелковых дивизий перешли в контрнаступление 5 декабря 1941 года под Москвой.
В 2001 году сотрудник пресс-бюро Службы внешней разведки РФ В. Н. Карпов на «круглом столе» в газете «Красная звезда» заявил:

— К. З.: Что конкретно знало высшее руководство СССР о планах Гитлера?
— Карпов: Что именно удалось вскрыть разведке? Только военные приготовления и примерные сроки нападения. Остались неизвестными цели, которые преследует Гитлер, характер предстоящей войны, направление главных ударов. Не до конца было ясно, будет ли Германия вести войну против нас в одиночку или в коалиции и с кем именно. Даже количество дивизий было установлено приближённо, тем более что танковые соединения Гитлер перебросил к границам СССР буквально за двое суток до нападения. Благодаря утечке информации распространялись слухи, доходили до руководства в виде донесений о том, что Германия нападет на Советский Союз 15 апреля, 1, 15, 20 мая, 15 июня… Эти дни наступали, а война не начиналась. Ведь и Рихард Зорге называл несколько сроков, которые не подтвердились.

— К. З.: Разве так? Ещё в 60-е годы опубликована телеграмма «Рамзая» с предупреждением: война начнётся 22 июня… После этого и говорилось: «Зорге точно назвал дату».
— Карпов: К сожалению, это фальшивка, появившаяся в хрущёвские времена. Разведка не назвала точной даты, не сказали однозначно, что война начнётся 22 июня.

### Арест, суд
18 октября 1941 года 25 из 32 разведчиков группы Зорге (сам Зорге и 24 агента нелегальной разведки) были арестованы 20 полицейскими японской контрразведки. Аресты японских членов резидентуры начались раньше: Мияги — 10 октября, Одзаки — 14 октября 1941 года. При обыске домов основных членов группы документы, свидетельствующие о шпионской деятельности, были найдены у всех, начиная с самого Зорге, что впоследствии позволило легко расшифровать все шифрограммы Зорге. Японские радиопеленгаторы регулярно засекали выходившую в эфир радиостанцию. Засечь точное месторасположение работающего передатчика или даже просто приблизиться к нему японским спецслужбам так и не удалось. Мнение о провале группы как следствии успешно работавших пеленгаторов — это не более чем художественный вымысел. Первая радиограмма была перехвачена в 1937 году. С тех пор донесения перехватывались регулярно. Однако расшифровать ни одну из перехваченных радиограмм японским спецслужбам так и не удалось до самого начала арестов членов группы Зорге. И только после того, как на первом же допросе радист Макс Клаузен выдал всё, что он знал о кодах шифрования, японцы смогли расшифровать и прочитать всю подборку перехваченных донесений за несколько лет. Эти донесения фигурировали в материалах следствия, и по ним обвиняемые давали свои пояснения.
В январе 1942 года прошла вторая волна арестов по этому делу, на основании показаний подследственных, арестованных в октябре 1941 года. Всего по делу группы Зорге было арестовано 35 человек, привлечено к суду — 17. Дознание длилось до мая 1942 года. Следствие по делу «Рамзай» вели сначала чиновники японской тайной полиции, а затем — прокуратуры. 16 мая 1942 года официальные обвинения были предъявлены первым семи обвиняемым: Зорге, Одзаки, Максу Клаузену, Вукеличу, Мияги, Сайондзи и Инукаи. Остальным обвинения были предъявлены позднее. В июне 1942 года дела 18 обвиняемых были направлены в Токийский окружной уголовный суд. Однако прежде чем начались судебные заседания, Зорге и остальные обвиняемые в течение полугода подвергались повторным допросам — теперь уже со стороны судей. Зорге допрашивал судья Кадзуо Накамура. Его допросы закончились 15 декабря 1942 года. Допросы остальных обвиняемых продолжались. Судебные заседания начались 31 мая 1943 года. Дело каждого обвиняемого рассматривалось отдельно тремя судьями. По каждому обвиняемому выносился отдельный приговор. Приговоры основным обвиняемым были вынесены 29 сентября 1943 года, где Зорге и Одзаки были приговорены к смертной казни через повешение, Вукелич и Клаузен — к пожизненному тюремному заключению, Мияги умер в тюрьме ещё до вынесения приговора. В декабре 1943 года были вынесены приговоры:
- Сигэо Мидзуно (13 лет);
- Фусако Кудзуми (8 лет);
- Томо Китабаяси (5 лет).

В январе-феврале 1944 года:
- Ёсинобу Косиро (15 лет);
- Угэнда Тагути (13 лет);
- Масадзанэ Ямана (12 лет);
- Сумио Фунакоси (10 лет);
- Тэйкити Каваи (10 лет);
- Кодзи Акияма (7 лет);
- Хатиро Кикути (2 года).

Верховный суд 20 января 1944 года отклонил кассационную жалобу Зорге под формальным предлогом, что эта жалоба была доставлена в Верховный суд на одни сутки позже установленного срока. 5 апреля 1944 года был оставлен в силе смертный приговор Одзаки, хотя его кассационная жалоба и была представлена вовремя. Немецкие официальные лица после ареста Рихарда Зорге долго ставили под сомнение его вину. После предоставления неопровержимых доказательств (расшифрованные радиограммы, показания Зорге) Гитлер лично потребовал от японских властей выдачи предателя, но безуспешно.
Со слов Леопольда Треппера, в период его нахождения в лубянской тюрьме ему сообщил его сокамерник генерал Томинага Кёдзи, что японцы предлагали Сталину обменять Зорге, на что Сталин не пошёл. Однако эта информация другими источниками не подтверждается. Ориентировочно эта версия появилась в 1960-х годах при Хрущёве. По мнению Б. И. Гудзя, который тоже ссылается на воспоминания Леопольда Треппера, это произошло из-за того, что к Зорге применяли пытки, и тот сознался, что был агентом СССР, чего Сталин не простил.
Зорге обвинялся как агент Коминтерна в Японии. Из-за опасений Зорге, что дело его может быть передано военной полиции «Кэмпэйтай», Зорге в самом начале следствия, когда он только начал давать показания, делал упор на то обстоятельство, что он работал в Китае и Японии на Коминтерн, а вовсе не на советскую военную разведку, которую он признавал чисто техническим органом, способствующим передаче его информации в Коминтерн и ЦК ВКП(б). Зорге показал, что работал на Коминтерн, находясь в Японии, он «вёл коммунистическую работу», поддерживая при этом связи с сотрудниками советского посольства. Официальные сообщения об аресте группы Зорге и следствии по делу были предельно скупы — всего несколько коротких заметок в газетах. При этом особо подчёркивалось, что группа работала на Коминтерн, а Советский Союз и его разведорганы даже не упоминались. Полиция и прокуратура стремились обвинить арестованных в нарушении закона «О поддержании общественного порядка», что позволяло японским властям проще и более жёстко вести следствие.
После окончания следствия в специальном бюллетене МВД Японии 17 мая 1942 года появилось краткое об этом сообщение, дезориентировавшее советскую сторону. В связи с этим в анкете в личном деле Зорге появилась фраза: «По данным НКВД, расстрелян японцами в 1942 году». Советские разведывательные органы установили, что японцы арестовали немца, который активно сотрудничает со следствием. В январе 1942 года органы госбезопасности пытались установить принадлежность арестованных к Коминтерну, в связи с чем был направлен совершенно секретный запрос начальника ИНО НКВД П. М. Фитина руководителю Коминтерна — Георгию Димитрову, следующего характера:

Один из арестованных немцев в Токио некий ЗОРГЕ (ХОРГЕ) показал, что он является членом коммунистической партии с 1919 года, в партию вступил в Гамбурге. В 1925 году был делегатом на конгрессе Коминтерна в Москве, по окончании которого работал в Информбюро ИККИ. В 1930 году был командирован в Китай. Из Китая выехал в Германию и для прикрытия своей работы по линии Коминтерна вступил в члены национал-социалистической партии. После вступления в национал-социалистическую партию через Америку выехал в Японию, где, являясь корреспондентом газеты «Франкфуртер Цейтунг», вёл коммунистическую работу. В Токио поддерживал связь с советскими сотрудниками ЗАЙЦЕВЫМ и БУТКЕВИЧЕМ. Прошу сообщить насколько правдоподобны данные сведения.

Показания Зорге о работе в Японии его разветвлённой разведывательной сети на Коминтерн сыграли существенную роль в разыгранной японскими спецслужбами операции по компрометации японских коммунистов и разгрому коммунистической партии Японии. На всех подконтрольных Японии территориях прошли аресты японских коммунистов.
После провала советской резидентуры, возглавляемой Рихардом Зорге, разведка СССР не имела надёжного источника информации в Японии, исправлял это уже Шамиль Хамзин.

### Казнь
Казнь Зорге состоялась в токийской тюрьме «Сугамо» в 10:20 утра 7 ноября 1944 года, после чего был казнён и Одзаки. Врач зафиксировал в протоколе, что после того, как Зорге сняли с виселицы, его сердце билось ещё 8 минут. В печати об этом ничего сообщено не было. Японские власти, кроме заявления от 17 мая 1942 года, никакой информации об этом деле не давали.
Рихард Зорге плохо владел японским языком, но последнюю фразу произнёс именно на нём, а не на русском или немецком. Сделал это, чтобы все присутствующие во время казни запомнили его слова: «Сэкигун (Красная Армия)! Кокусай кёсанто (Коминтерн)! Собиэто кёсанто (Советская компартия)!» ( яп. 赤軍！ 国際共産党！ソビエト共産党！).
Похоронен во дворе тюрьмы Сугамо, затем перезахоронен на кладбище Тама в Токио. Перезахоронила Зорге на этом кладбище его японская гражданская жена Исии Ханако, с которой Зорге познакомился в Токио. Это она обнаружила и опознала останки Зорге (по следам от трёх ранений на ногах, очкам, пряжке на поясе, золотым коронкам). Урну с прахом Зорге она хранила у себя дома до 8 ноября 1950 года.
На могиле установлены две гранитные плиты. Одна — с описанием жизни Зорге, вторая — с именами и датами смерти его соратников:
- Рихард Зорге 1944.11.7 смертный приговор (Сугамо);
- Кавамура Ёсио 1942.12.15 умер в тюрьме (Сугамо);
- Мияги Ётоку 1943.8.2 умер в тюрьме (Сугамо);
- Одзаки Ходзуми 1944.11.7 смертный приговор (Сугамо);
- Бранко Вукелич 1945.1.13 умер в тюрьме (Абасири);
- Китабаяси Томо 1945.2.9 умерла через 2 дня после освобождения из тюрьмы;
- Фунагоси Нагао 1945.2.27 умер в тюрьме;
- Мидзуно Нару 1945.3.22 умер в тюрьме (Сэндай);
- Тагути Югэнда 1970.4.4 умер;
- Кудзу Михоко 1980.7.15 умерла;
- Каваи Садаёси 1991.7.31 умер.

Могила Зорге, по японским меркам, занимает значительную площадь. Могила находится в 17 секторе (17区) 1 м квадрате (1種) 21 м ряду (21側) под номером 16番. Место захоронения содержится в идеальной чистоте. Каменные плиты ведут к могиле, на которой установлен овальный камень из базальта с надписью на немецком и японском языках: «Рихард Зорге» и даты жизни. На камне — плита из полированного чёрного мрамора с надписью на русском языке: «Герой Советского Союза Рихард Зорге», изображением медали и лавровой ветви. Ниже — надпись на японском языке, слева и справа — гранитные плиты. Перед овальным камнем на мраморной плите — урна с прахом гражданской или, как уточняют японцы, «японской» жены Зорге Ханако Исии.
В 2004 году в Японии были обнаружены и опубликованы газетой «Асахи» документы с описанием казни советского разведчика Рихарда Зорге и его ближайшего помощника Хоцуми Одзаки. Это были фотографии четырёх листков с описанием приведения в исполнение двух смертных приговоров от 7 ноября 1944 года. Их случайно разыскал среди старых документов штаба оккупационных войск США, в одном из букинистических магазинов Токио, исследователь деятельности группы Зорге — Томия Ватабэ. Как сообщил Ватабэ, эта находка ставит точку в череде домыслов о последних минутах жизни выдающегося разведчика. В выписке из «Регистрационной книги приведения в исполнение смертных приговоров в тюрьме Итигая и токийском изоляторе Сугамо за 1932—1945 гг.», в частности, говорится: «Начальник тюрьмы Итидзима, проверив имя и возраст осужденного, сообщил ему, что, согласно приказу министерства юстиции, приговор будет исполнен в этот день и от него ожидают, что он спокойно встретит смерть. Начальник тюрьмы спросил, не желает ли осуждённый что-либо добавить к своему завещанию, составленному ранее, относительно своего тела и личных вещей. Зорге ответил: „Моё завещание остаётся таким, каким я его написал“. Начальник спросил: „Хотите ли вы ещё что-то сказать?“ Зорге ответил: „Нет, больше ничего“. После этого разговора Зорге повернулся к присутствовавшим тюремным служащим и повторил: „Я благодарю вас за вашу доброту“. Затем его завели в камеру исполнения приговоров. В соответствии с волей казнённого, а также со статьёй 73, параграфом 2 и статьёй 181 тюремного регулирования тело было захоронено в общей могиле». После казни Рихарда Зорге его гражданская жена Ханако Исии добилась разрешения на перезахоронение останков любимого человека в отдельной могиле.

## Дальнейшее признание
Американцы, оккупировав Японию, получили доступ к документам японских спецслужб, в том числе касающимся Рихарда Зорге и его группы. Документы эти сохранились не полностью. Часть их сгорела во время пожаров, вызванных одним из сильнейших налётов авиации США на Токио 10 марта 1945 года (участие в налёте приняло 334 самолёта B-29). На основании этих документов начальник токийского отдела военной разведки (G-2) оккупационных сил США в Японии генерал-майор Уиллоуби составил отчёт и направил его в Вашингтон с рекомендациями использовать его в военных училищах для исследования советских разведтехник. 10 февраля 1949 года доклад Уиллоуби был передан в токийскую прессу. Публикация сразу же вызвала острый интерес во всём мире, кроме СССР.
Советский Союз в течение 20 лет не признавал Зорге своим агентом. В 1964 году Н. С. Хрущёв увидел фильм Ива Чампи «Кто вы, доктор Зорге?». По рассказам, он был буквально поражён увиденным. Узнав от руководителей советских спецслужб, присутствовавших на кинопоказе, о том, что Рихард Зорге не вымышленный персонаж, а вполне реальный человек, Хрущёв приказал подготовить ему все материалы по этому делу. В Главном разведывательном управлении Генштаба (ГРУ) была создана комиссия под руководством генерал-майора А. Ф. Косицына для изучения материалов по делу Зорге. В материалы этой комиссии вошли, помимо архивных документов, справки и воспоминания людей, знавших и работавших с Рихардом Зорге. Газета «Правда» 4 сентября 1964 года опубликовала статью о Рихарде Зорге. В ней он описывался как герой, первым получивший достоверную информацию о подготовке немецкого вторжения. После этого он множество раз предупреждал Сталина о грядущей катастрофе, нависшей над СССР. «Однако Сталин не обратил внимания на это и на другие подобные доклады», говорилось в этой статье. 5 ноября 1964 года Р. Зорге присвоили звание Героя Советского Союза (посмертно). Несколько членов его группы было награждено боевыми орденами. Некоторые, как и Зорге, посмертно.
В 1997 году группа японских адвокатов после многолетних усилий добилась, чтобы прокуратура города Йокогамы сняла с Рихарда Зорге обвинение в шпионаже, фактически признав, что он не был врагом Японии.
Рихард Зорге написал три книги и мемуары. Мемуары писались в японской тюрьме (при жизни Зорге опубликовал три книги):
- Роза Люксембург. Накопление капитала. Популярное изложение. Р. И. Зорге. Харьков: 1924; И. К. Зорге.
- План Дауэса и его последствия. Гамбург: 1925 (нем.); Р. Зонтер (Зорге).
- Новый немецкий империализм. — Л., 1928.

Владимир Дергачёв указывает их как: «Концентрация капитала и Роза Люксембург» (1922), «Экономические последствия Версальского мирного договора» (1926), «Германский империализм» (1927).)

## Семья
Рихард Зорге был дважды женат, детей у него не было.
- Первая жена — Кристина Герлах, брак был зарегистрирован в 1920 году в Золингене. После переезда в Москву в декабре 1924 года работала библиотекарем в Институте марксизма-ленинизма, где занималась переводами с английского языка трудов классиков. К жизни в СССР приспособиться не смогла и в 1926 году бросила Рихарда, вернувшись из СССР в Германию. Официально развелись в 1932 году[44][45], после чего она уехала в США[46] (жила в штате Массачусетс с новой семьёй и преподавала в местной школе французский и немецкий языки[47]). По одной из версий, Кристина Герлах была агентом советской военной разведки, и её отъезд из СССР был обусловлен заданием Разведуправления Красной армии[48][49].

- Вторая жена — Максимова Екатерина Александровна[50], брак зарегистрирован в 1933 году. Арестована органами НКВД в сентябре 1942 года по подозрению в шпионаже, поводом для ареста послужил донос её двоюродной сестры[51] Елены Владимировны Гаупт, жившей в Свердловске (её задержали как советскую немку в превентивных целях и стали усиленно допрашивать)[52]. Максимова, которую поначалу этапировали в Свердловск, «призналась в связях с врагами» и после девятимесячного заключения в камере-одиночке на Лубянке была приговорена к пяти годам ссылки как имевшая подозрительные связи. В мае 1943 года была выслана в Красноярский край (Большая Мурта). Отбывала ссылку вместе с первой женой разведчика В. Васильева — Анной. Умерла от тифа 29 июня[53] (по другим данным — 3 июля[54][55]) 1943 года[56]. Похоронена на кладбище в с. Большая Мурта (могила утеряна). Реабилитирована 23 ноября 1964 года Военным трибуналом Московского военного округа, личное дело № 3947[17].
- Отец Рихарда Зорге — Рихард Зорге-старший. С 1885 г. работал на нефтепромышленной фирме «Товарищество нефтяного производства братьев Нобель» техником по бурению скважин, техническим консультантом фирмы, который первым выполнил расчет обратной промывки скважин при бурении. В 1885 г. переселился в Баку. Владел метизным заводом и магазином метизов. В 1895 г. в его многодетной семье родился самый младший сын Рихард (Ика) Зорге — будущий разведчик[57]. Умер в 1907 году (причина смерти — инсульт[58])[59], некоторые исследователи пишут, что Зорге-старший скончался в 1911 году[60].
- Мать Рихарда Зорге, Нина Степановна, урождённая Кобелева, жила до 1952 года в ФРГ[46].
- Младший брат Рихарда Зорге — Вильгельм, пропал без вести накануне Второй мировой войны[46].
- Старший брат Рихарда Зорге — Герман, был инженером-химиком. С ним связана история, рассказанная Серго Берия в его книге «Мой отец — Лаврентий Берия»: «Одним из тех, кто поддерживал связь с моим отцом, был Рихард Зорге, которому много лет спустя было присвоено звание Героя Советского Союза. После войны на территории СССР среди военнопленных оказался родной брат разведчика. По указанию отца его перевели из лагеря военнопленных в одну из специальных лабораторий, где он работал впоследствии»[46].
- Двоюродный дед Рихарда Зорге — Фридрих Адольф, соратник Карла Маркса по Первому интернационалу.
- Кроме того, Рихард Зорге долгое время жил с японкой Ханако Исии. Она написала о нём три книги (первая из которых вышла в 1949 г. и называлась «Зорге — человек», вторая, «Вся моя любовь — человеку Зорге» — в 1951 году[61])[62], организовала его перезахоронение с тюремного на общее кладбище и навещала могилу Зорге вплоть до своей смерти в 2000 году[63].

## Факты
- «Если бы мне довелось жить в условиях мирного общества и в мирном политическом окружении, то я бы, по всей вероятности, стал учёным. По крайней мере, я знаю определённо — профессию разведчика я не избрал бы» — отмечал Зорге про себя[15].
- В Токио Зорге ездил на мотоцикле фирмы Zündapp[64].
- Личное дело Зорге для ознакомления запрашивал Сталин[65].
- В августе 1951 года делом Рихарда Зорге занимался Конгресс США. В ходе слушания неоднократно предпринимались попытки доказать, что советская военная разведка, в том числе в лице нелегальной резидентуры «Рамзай», стремилась направить агрессивные действия Японии против Соединённых Штатов Америки[66].
- 6 сентября 1998 года японская газета «Асахи» среди «ста людей XX века» назвала имя Рихарда Зорге — советского разведчика, историка и международного журналиста. «Зорге знаменит тем, что за полгода до нападения Германии на СССР, сообщил из Токио о возможности начала агрессии. Сталин не доверял информации Зорге и в конце концов бросил его группу на произвол судьбы. Зорге, отдавший жизнь за Советский Союз, был предан Москвой…» — написала журналистка Ёситака Сасаки[67].
- Очередным подтверждением высокой степени доверия со стороны нацистской Германии служит письмо — поздравление с днём рождения, датированное 4 октября 1938 года, от Риббентропа. Было обнаружено в букинистическом магазине в Токио в 2015 году[68].

## Память
- Именем Зорге названы улицы во многих городах России — в Липецке, в городе Астрахани, в Брянске (Фокинский район), Махачкале, Хасавюрте и Избербаше Республика Дагестан, Волгограде, в городе Петров Вал Волгоградской области, в городе Волжском Волгоградской области, в Калининграде, улица (с 1964 года), музей (с 1967 года) и памятник (с 1985 года), а также станция (с 2016 года) МЦК в Москве, в Твери, Уфе, Ишимбае, Ростове-на-Дону, Апшеронске (Краснодарский край), Тимашевске, Пятигорске, Сегеже (Республика Карелия), Туле (Пролетарский район), Кургане, Чебоксарах, улица и монумент Зорге в Кировском районе Новосибирска. Улица и монумент в Казани, в Санкт-Петербурге (Красносельский район), улица Рихарда Зорге в Сарове, Новокузнецке, Якутске, в городе Кызыле (Республика Тыва). Также есть улицы в Астане, Шымкенте и Алма-Ате (Казахстан). В Баку (Азербайджан), где родился Рихард Зорге, в его честь названы парк, где установлен монумент разведчику, и одна из главных улиц города. Кроме того, в Баку, в посёлке Сабунчи, на стене дома, в котором с 1895 по 1898 год жил Рихард Зорге, установлена мемориальная доска.
- В Ростове-на-Дону имя Героя Советского Союза Рихарда Зорге с 1965 года носит средняя школа № 80, находящая в центре города. В школе функционирует музей имени Зорге. 15 ноября 2017 года состоялось торжественное открытие памятника-бюста Рихарда Зорге у входа в школу[69].
- В столице Удмуртии — городе Ижевске — перед школой № 63 установлен памятник Рихарду Зорге.
- Во Владивостоке именем разведчика назван сквер и установлен закладной камень на месте будущего памятника Рихарду Зорге.
- Улица Рихарда Зорге есть в городе Новая Каховка (Херсонская область).
- Улица Зорге есть в городе Торезе.
- Именем разведчика в сентябре 1969 была названа одна из улиц[нем.] в Восточном Берлине, в городском районе Фридрихсхайн. Название сохранилось и после объединения Германии.
- В честь Рихарда Зорге в СССР были названы корабли. Кроме того, в СССР и ГДР были выпущены почтовые марки с его изображением.
- На базе школы № 141 Москвы (улица Зорге, дом 4) действует мемориальный музей Рихарда Зорге с 1967 года. В 2015 году на школьном дворе был установлен памятник Рихарду Зорге.
- Имя Рихарда Зорге носит школа при посольстве России в Японии.
- В Казани установлены два памятника-бюста советскому разведчику, а также мемориальный камень на улице Рихарда Зорге. На здании по адресу: ул.Рихарда Зорге, 47 установлена мемориальная доска.
- На 269 км Малого БАМа находится разъезд Рихард Зорге.
- Лидер и солист известной альтернативной рок-группы Санкт-Петербурга Tequilajazzz, после её распада в 2010 году, основал новый коллектив под названием Zorge. В названии новой группы, со слов Евгения Фёдорова, в том числе зашифровано имя известного советского разведчика.
- Строящийся в Москве жилой комплекс, расположенный между станциями МЦК «Зорге» и «Хорошёво», носит название «Рихард»[70].
- В 1985 году был открыт памятник Рихарду Зорге в Дрездене (настоящая судьба памятника неизвестна)[71].
- советский танкер "Рихард Зорге" (спущен на воду в 1970 году)[72].
- Сквер Зорге и Максимовой в городе Петрозаводске.

- Мемориальная доска в посёлке Сабунчи
- Памятник Рихарду Зорге в Баку
- Монумент Рихарду Зорге в Новосибирске
- Бюст в Ростове-на-Дону
- Указатель на улице Рихарда Зорге[нем.] в Берлине
- Почтовая марка СССР, 
 1965 год
- Художественный маркированный конверт СССР, посвящённый Р. Зорге, 1975
- Почтовый блок ГДР, посвящённый Р. Зорге, 1976.  (Mi #Block44; Sc #1711)
- Памятная медаль Министерстерства госбезопасности ГДР, посвящённая Р. Зорге.
- Бюст в Ижевске

## Фильмография
- Пауль Мюллер — «Предательство Германии / Дело д-ра Зорге» / Verrat an Deutschland/Der Fall Dr. Sorge (ФРГ, 1954).
- Томас Хольцман — «Кто вы, доктор Зорге?» / Qui êtes-vous, Monsieur Sorge? (Франция — Италия — Япония, 1961).
- Юозас Будрайтис — «Битва за Москву» (СССР, 1985).
- Йен Глен — «Шпион Зорге[англ.]» (Япония, 2003).
- Александр Домогаров — «Зорге» (Россия, 2019).
- Максим Матвеев — «Красный шёлк» (Россия-Китай, 2025).

## Сочинения
- Рихард Зорге. Статьи. Корреспонденции. Рецензии. — М.: Издательство московского университета, 1971. — 221 с.